# Le Contracteur
Pour les articles homonymes, voir The Contractor.
Pour plus de détails, voir Fiche technique et Distribution.
The Contractor est un thriller d'action américain réalisé par Tarik Saleh, sorti en 2022.

## Synopsis
James Harper est renvoyé des forces spéciales américaines. Pour subvenir aux besoins de sa famille, il rejoint avec un ami une organisation paramilitaire dirigée par un vétéran. Il se rend ainsi en Allemagne avec une équipe de mercenaires d'élite pour une mystérieuse mission sous couverture. Après l'échec de sa mission, James va se retrouver seul et traqué. Il devra se battre pour rester en vie et découvrir les raisons de ceux qui l'ont trahi.

## Fiche technique
Sauf indication contraire, les informations mentionnées dans cette section peuvent être confirmées par la base de données cinématographiques IMDb,  présente dans la section « Liens externes ».
- Titre original et français : The Contractor
- Titre de travail : Violence of Action
- Réalisation : Tarik Saleh
- Scénario : J. P. Davis (en)
- Photographie : Pierre Aïm
- Montage : Theis Schmidt
- Musique : Alex Belcher
- Direction artistique : Heather R. Dumas
- Décors : Roger Rosenberg
- Costumes : Louize Nissen
- Producteurs : Basil Iwanyk (en), Erica Lee, Nicolas Harvard, David Minkowski et Carmen Pepelea
  - Producteurs délégués : Jake Carter, Dan Friedkin, Jonathan Fuhrman, Micah Green, Esther Hornstein et Daniel Steinmann
- Sociétés de production : Thunder Road Pictures, 30West et Icon Films
- Sociétés de distribution : Paramount Pictures (États-Unis), STXfilms (États-Unis), Elevation Pictures (Canada), Prime Video (France)
- Pays de production :  États-Unis
- Langue originale : anglais
- Format : couleur — 35 mm — 2,35:1 — Son : ?
- Genre : Film dramatique, thriller, action
- Durée : 103 minutes
- Dates de sortie :
  - États-Unis : 1er avril 2022 (au cinéma et en vidéo à la demande)
  - France : 4 avril 2022 (sur Prime Video)

## Distribution
- Chris Pine (VQ : Jean-François Beaupré) : James Harper
- Ben Foster (VQ : Martin Watier) : Mike
- Kiefer Sutherland (VQ : Alain Zouvi) : Rusty
- Fares Fares (VQ : Adrien Bletton) : Salim
- Nina Hoss : Katia
- Eddie Marsan (VQ : Jacques Lavallée) : Virgil
- Gillian Jacobs (VQ : Geneviève Bédard) : Brianne
- Florian Munteanu : Kaufman
- J. D. Pardo (VQ : Benoît Éthier) : Eric
- Amira Casar (VQ : Julie Beauchemin) : Sylvie
- Cory Scott Allen (VQ : Pierre-Étienne Rouillard) : LTC Roberts
- Sander Thomas (VQ : Noé Henri Rouillard) : Jack

## Production
Le projet est annoncé en mai 2019 avec Chris Pine comme vedette,,.
En octobre, Ben Foster et Gillian Jacobs rejoignent également la distribution. Le tournage débute en octobre 2019 aux États-Unis, avec des prises de vue en Europe plus tard dans l'année. Le film est produit par Basil Iwanyk et Erica Lee de Thunder Road Films, avec Esther Hornstein en coproduction. Les producteurs exécutifs comprennent Dan Friedkin, Micah Green et Dan Steinman de 30WEST, ainsi que Pine, Jonathan Fuhrman, Tom Lassally et Josh Bratman. En novembre 2019, le tournage en Roumanie a commencé pour environ 8 semaines. En décembre 2019, Eddie Marsan, Nina Hoss, Amira Casar, Fares Fares et J. D. Pardo sont annoncés. Le tournage s'achève fin 2019.
Le 10 novembre 2021, il est annoncé que le titre du film a été changé de Violence of Action à The Contractor.

## Sortie et accueil

### Dates de sortie
En février 2021, STXfilms a acquis les droits de distribution du film. La sortie du film était initialement prévue le 10 décembre 2021, mais elle a été reportée au 18 mars 2022. La sortie a également été reportée une nouvelle fois, du 18 mars 2022 prévu au 1er avril 2022. En février 2022, il a été annoncé que Paramount Pictures Home Entertainment et Showtime ont acquis les droits de distribution du film. Paramount sortira le film simultanément dans un nombre limité de salles de cinéma et en vidéo à la demande, et le film sera diffusé sur Paramount+ et Showtime plus tard dans l'année.